# The Last of England (Gemälde)
The Last of England ist der Titel eines Gemäldes von Ford Madox Brown, einem Maler aus dem Kreis der Präraffaeliten. Das Werk entstand zwischen 1852 und 1855 und gehört zum Bestand des Birmingham Museum & Art Gallery in Birmingham, England. Es zeigt britische Auswanderer auf einem Schiff vor der englischen Küste.

## Hintergrund
Großbritannien hatte seit den 1830er Jahren eine zunehmende Auswanderungswelle in seine Kolonien zu verzeichnen, insbesondere nach Südafrika, Kanada, Australien und Neuseeland. Infolge einer Hungersnot in Irland verließen zwischen 1846 und 1851 eine Million Iren ihre Insel. Im Jahr 1852, als Brown die Arbeit an dem Gemälde begann, wanderten allein in England etwa 350.000 Menschen aus.

## Werk
Im Vordergrund dicht an der Reling des Schiffes sitzt eng beieinander ein junges Paar. Die beiden Personen blicken mit unbewegten und verschlossenen Gesichtern nach vorne, am Betrachter vorbei. Beide sind hochgeschlossen eingehüllt in warme Kleidung, der Mann hält einen Regenschirm seitlich vor seine Frau, um sie vor der Gischt zu schützen. Hinter dem Paar, und von diesem teilweise verdeckt, befindet sich eine Familie; eine Frau hält ihren Jungen fest, ein blondes Mädchen, das einen grünen Apfel isst, klammert sich an einen Tampen und lugt in Richtung des Betrachters. Eine offenbar weibliche Figur mit einer langen, dünnen, weißen Tabakspfeife blickt nach hinten zu einem Mann, der eine Weinflasche unterm Arm hält und mit feixendem Gesicht die geballte Faust in Richtung Küste schüttelt, ein Begleiter mit einem ähnlich grotesken Gesichtsausdruck zeigt seine Zustimmung zu der Geste. Im hinteren Teil des Schiffes sortiert ein Junge im Rettungsboot Gemüse. Den Hintergrund bildet die stürmische See, am rechten oberen Bildrand ist in der Ferne die Küste von Dover, the last of England, mit ihren weißen Felsen zu erkennen, davor ein Dampfschiff, das einen schmalen Rauchfaden hinter sich lässt.

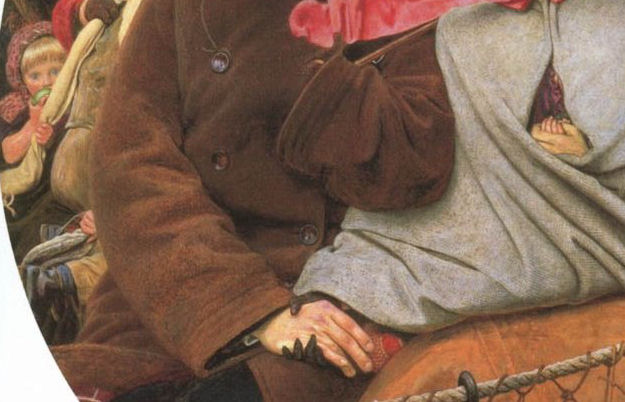
The Last of England (Detail)

Das Paar im Vordergrund ist an seiner Kleidung als middle class auszumachen und gehört damit nicht zu der typischen Schicht der Auswanderer. Hingegen bildet die Gruppe im Mittelgrund, die Ford Madox Brown selbst als „ehrbare Familie des Gemüsehändler-Typs“ kennzeichnete, die britischen Auswanderer ebenso signifikant ab wie der Mann, der seine Faust in Richtung England schüttelt und einen des Landes Verwiesenen darstellt. „Die Gebildeten sind enger an ihr Land gebunden als die Ungebildeten, denen es hauptsächlich um Essen und körperliche Annehmlichkeiten geht“, schrieb Ford Madox Brown dazu.
Während die Personen im mittleren und hinteren Teil des Schiffes mit den Händen gestikulieren, sich mit ihnen festklammern oder Lebensmittel, Weinflaschen und Tabakspfeifen mit ihnen greifen, hält das Paar vorne sich an seinen Händen; sie hält die seine in ihrer in einen feinen Handschuh gekleideten Rechten, in ihrer bloßen Linken erkennt man eine weitere winzig kleine Hand: die ihres Säuglings, den sie verborgen unter ihrem schützenden Umhang im Arm hat. Die skurril anmutenden Kohlköpfe, an der Reling aufgehängt für die lange Reise, werden von dem Paar, im Gegensatz zu dem emsigen Inspizieren des Gemüses im hinteren Schiffsteil, ignoriert.

## Entstehung

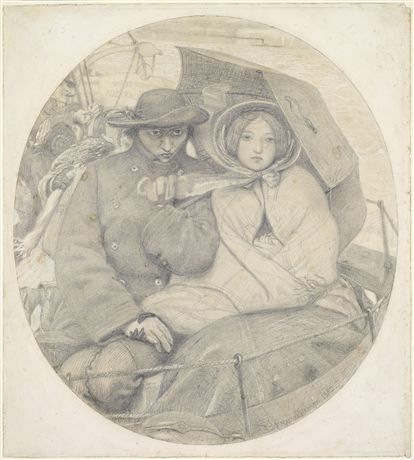
The Last of England. Bleistiftstudie, 1852

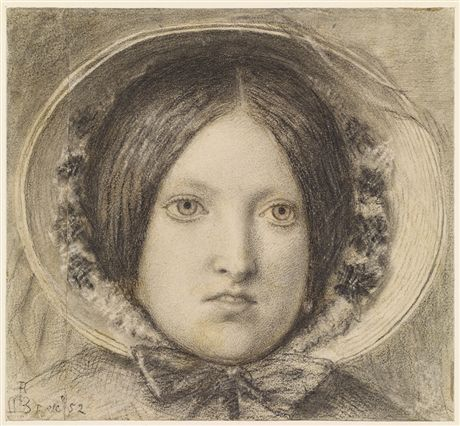
Ford Madox Brown: Emma Hill, 1852

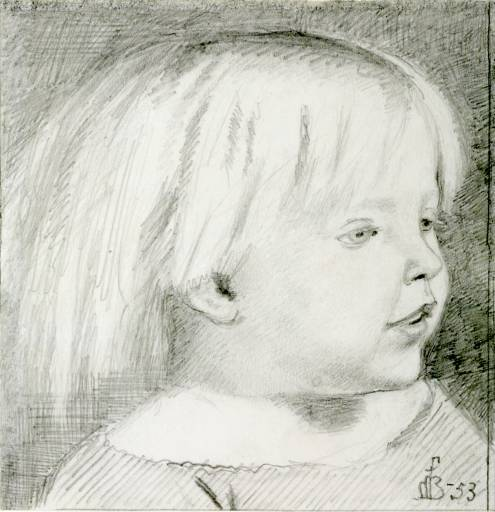
Ford Madox Brown: Cathy Madox Brown, 1853

Anlass für das Bild war die Auswanderung des präraffaelitischen Bildhauers Thomas Woolner, der sich in Australien eine Besserung seiner materiellen Lage erhoffte; er kehrte allerdings einige Jahre später nach England zurück. Eine Bleistiftstudie zu The Last of England aus dem Jahr 1852 verweist mit dem Schiffsnamen auf dem Rettungsboot, White Horse Lin[e] of Australi[a], auf die Inspiration durch Woolners Entschluss. William Holman Hunt, präraffaelitischer Maler, hatte aus ähnlichen Gründen wie Woolner ebenso an Auswanderung gedacht. Brown, der mit Emma Hill, Modell und Geliebte und bereits Mutter einer gemeinsamen Tochter, zusammen lebte, hatte zwischenzeitlich erwogen, mit seiner Familie in Indien ein neues Leben anzufangen.
Ford Madox Brown nahm sich und seine Familie als Modelle für das Bild. Das Paar im Vordergrund zeigt ihn selbst und Emma Hill, die er 1853 heiratete. Das kleine blonde Mädchen im Hintergrund mit dem Apfel im Mund ist seine und Emmas Tochter Catherine Madox Brown (1850–1927). Emma Hill brachte 1855 einen Sohn, Oliver, zur Welt; ein Händchen des Neugeborenen, in der Bleistiftstudie projektiert, erscheint in The Last of England unter dem Umhang in der Hand der Frau.
Brown malte die Figuren samt ihren familiären Modellen ausschließlich bei kaltem Wetter im Freien, um den Bedingungen des rauen Wetters auf See möglichst nahezukommen. Obwohl der Maler dem Kreis der Präraffaeliten sehr nahestand und unter anderem Dante Gabriel Rossetti künstlerisch maßgeblich beeinflusste, wurde er nie Mitglied ihrer Bruderschaft. Den Ideen derselben, die das Mittelalter und die Renaissance wiederzubeleben suchten, trug er in The Last of England und dessen zeitgenössischem Sujet indes Rechnung, indem er als Form das Rundbild wählte, den Tondo, ein in der italienischen Renaissance bevorzugtes Format. Zu dem Gemälde verfasste Ford Madox Brown im Februar 1865 ein Sonett:
| “...The last of England! O’er the sea, my dear, Our homes to seek amid Australian fields, Us, not our million-acred island yields The space to dwell in. Thrust out. Forced to hear Low ribaldry from sots, and share rough cheer From rudely nurtured men. The hope youth builds Of fair renown, bartered for that which shields Only the back, and half-formed lands that rear The dust-storm blistering up the grasses wild. There learning skills not, nor the poets dream, Nor aught so loved as children shall we see.” She grips his listless hand and clasps her child; Through rainbow tears she sees a sunnier gleam, She cannot see a void, where he will be. | “...England außer Sicht! In Übersee, mein Lieb, suchen wir ein Heim zwischen Australiens Feldern, denn uns're Heimatinsel hat auf Millionen Hektar nicht für uns den Platz zu leben. Ausgestoßen. Ohrenzeugen wider Willen der üblen Säufer-Zoten und von rohem Beifallslärm von schlechterzog'nen Männern. Die Hoffnung der Jugend auf gutes Ansehen, eingetauscht gegen etwas Schutz nur für den Rücken, und gegen ein halb-fertig Land wo Sandstürme toben übers wilde Gras, und wo weder Gelehrtheit noch des Poeten Träume, noch irgendetwas so geliebt wird wie Kinder.” Sie ergreift seine reglose Hand, ihr Kind umklammert; durch den Regenbogen ihrer Tränen schimmert die Sonne, Sie sieht die Leere nicht, solang er an ihrer Seite. |

## Provenienz
Im September 1855 erwarb der Kunsthändler D. T. White das Bild zusammen mit der Vorzeichnung von 1852, bevor er beides an den Sammler B. G. Windus verkaufte. 1891 wurden das Gemälde und die Studie vom Kunstmuseum in Birmingham, heute Birmingham Museum & Art Gallery, erworben. Zwei Ölstudien in differierender Farbigkeit sind erhalten. Ein Aquarell, das Ford Madox Brown in den 1860er Jahren als Replik anfertigte, befindet sich in der Tate Gallery in London.

## Rezeption
Im Jahr 1987 benannte der britische Künstler und Filmregisseur Derek Jarman seinen Film The Last of England, in dem er sich mit der kulturellen Situation im Großbritannien der 1980er Jahre auseinandersetzte, nach dem Gemälde von Ford Madox Brown.